# 1892 în film
- 1891 în cinematografie — 1892 în cinematografie — 1893 în cinematografie

## Filme produse în 1892
- Boxing
- Le Clown et ses chiens
- Fencing
- A Hand Shake
- Man on Parallel Bars
- Pauvre Pierrot
- Le Prince de Galles
- Un bon bock
- Wrestling